# Шевченко (Сіверськодонецький район)
Шевче́нко — село в Україні, у Рубіжанській міській громаді Сіверськодонецького району Луганської області. Населення становить 60 осіб.
Біля села річка Гнила Плотва зливається з Боровою.